# جستين الثاني
 الإمبراطور جستين (يوستينوس) الثاني (فلافيوس يوستينوس أغسطس) (520 - 5 أكتوبر 578)، إمبراطور بيزنطة. حكم منذ 565 حتى 578، وكان ابن أخ الإمبراطور السابق له جستينيان الأول. أتسم عهده بتجدد الحرب مع الفرس مرة آخري وبضياع الجزء الأكبر من إيطاليا لصالح اللومبارد.

## حكمه
عندما توفي الإمبراطور جستينيان الأول في 14 نوفمبر سنة 565م.نصب نبلاء القصر ابن أخيه يوستينوس (جستين) إمبراطورا وأدعوا أن الإمبراطور الراحل كان قد أوصي له بالحكم وهو علي فراش الموت.
وقد قام جستين بعد توليه الحكم بأيام قليلة بتسديد ديون عمه, كما أهتم شخصيا بإقرار العدل، وأتسم عهده بالتسامح مع جميع المذاهب المسيحية المختلفة وذلك علي خلاف عمه جستينيان.
أدت الديون الكثيرة إلي إنهاك خزينة الدولة لذا توقف جستين عن رشوة الأعداء المحتملين للدولة وهي سياسة عمه الراحل والتي تمثلت في دفع مبالغ ضخمة من المال للقبائل البربرية التي تقطن حدود الدولة مقابل كف آذاها أو مقابل إعلانها تبعيتها للإمبراطورية وكان جستينيان يهدف من تلك السياسة إلي تأمين حدود الإمبراطورية من جهة ونشر نفوذها من جهة آخري. لذا فقد أدي قرار جستين بوقف إعطاء قبائل الآفار تلك الأعطيات والأموال إلي خرق الهدنة المعقودة بينهم وبين الإمبراطورية منذ سنة 558م فقام الآفار بمهاجمة حدود الإمبراطورية قرب الدانوب، كما أدي أيضا إلي غزو قبائل اللومبارد بزعامة ملكهم ألبوين لإيطاليا وفي غضون سنوات قليلة تملكوا كثير من الأراضي الإيطالية.
أما عن الآفار فقد هاجموا ممتلكات الإمبراطورية في الدانوب ما بين عامي 573- 574 م مستغلين انشغال الرومان بحروبهم ضد الفرس الساسانيين, ولم يوقفهم عن شن مزيدا من الغارات ضد الإمبراطورية إلا تعهد تيبريوس الثاني-خليفة جستين- بدفع 60000 قطعة فضية لهم.
كانت الحدود الشمالية والشرقية للدولة هي محور اهتمام جستين. ففي سنة 572 م أدي رفضه دفع الجزية السنوية للفرس إلي اندلاع الحرب بين الدولتين , فأجتاح الفرس سوريا واستولوا علي حصن دارا الإستراتيجي الهام. وقد تردد أن الإمبرطور جستين قد فقد عقله
| قبله: جستينيان الأول | الأباطرة البيزنطيون | بعده: تيبريوس الثاني |